# Huernia kirkii
Huernia kirkii är en oleanderväxtart som beskrevs av Nicholas Edward Brown. Huernia kirkii ingår i släktet Huernia och familjen oleanderväxter. Inga underarter finns listade i Catalogue of Life.